# برید ۷۷
برید ۷۷ (به انگلیسی: Breed 77) یک گروه متال انگلیسی خارج از قلمرو بریتانیا از جبل طارق است که در سال ۱۹۹۶ آغاز به کار کرد. سبک این گروه تلفیقی از آلترنیتیو متال و موسیقی فلامنکو است.

## اعضای گروه

### اعضای کنونی
پائول ایسولا: خواننده اصلی، پرکاشن (۱۹۹۶-اکنون)

دنی فیلیس: گیتار، همخوان (۱۹۹۶-اکنون)

استوارت کاویلا: بیس (۱۹۹۶–۱۹۹۹، ۲۰۰۰-اکنون)

پدرو کاپاروس لوپز: گیتار، همخوان (۲۰۰۲-اکنون)

آندره جویزی: درام، پرکاشن (۲۰۱۰-اکنون)

### اعضای پیشین
لورنس بوتیستا: درام (۱۹۹۷–۱۹۹۶)

نیک بیفلای: درام (۱۹۹۸–۱۹۹۷)

چارلی گومز: بیس (۲۰۰۰–۱۹۹۹)

دن ویلکینسون: بیس (۲۰۰۰)

پیتر شیکون: درام، پرکاشن (۲۰۰۶–۱۹۹۸)

آدام لوئیس: درام، پرکاشن (۲۰۰۷–۲۰۰۶)

اسکار پرسیادو زامورا: درام، پرکاشن (۲۰۱۰–۲۰۰۷)